# Ralph Rainger
Ralph Rainger, nato Ralph Reichenthal (New York, 7 ottobre 1901 – Palm Springs, 23 ottobre 1942), è stato un compositore e pianista statunitense, noto soprattutto come autore di colonne sonore.

## Biografia
Dopo la laurea conseguita alla Brown University Law School (New Jersey) sul finire degli anni venti, più per compiacimento verso i genitori che per convinzione alla carriera legale, che svolse per soli due anni in uno studio di Newark.
Successivamente intraprese tutt'altra attività, entrando nello staff orchestrale di Paul Whiteman in qualità di pianista e arrangiatore.
Ma il successo arrivò grazie alla sua prima composizione, Moanin' Low (1929), che divenne un brano popolare a livello nazionale grazie alla cantante (e attrice) Libby Holman.
Ingaggiato dalla Paramount come compositore di colonne sonore sfornò, in coppia con Leo Robin, numerose canzoni di successo.
In seguito con il suo team passò alla 20th Century Fox svolgendo prevalentemente la propria attività a Hollywood fino alla sua prematura scomparsa a soli 41 anni a causa di un incidente aereo.
Vnse nel 1939 un Oscar con il brano Thanks for the Memory (dal film The Big Broadcast), canzone ripremiata alla memoria nel 1989 con un ASCAP Award.
Ottenne due nomination sempre al premio Oscar, la prima nel 1935 come migliore canzone originale con Love in Bloom contenuta nel film She Loves Me Not, la seconda nel 1940, con Faithful Forever dal film I viaggi di Gulliver.

## Canzoni composte
- $ 1,000 a Touchdown (Richard Whiting / Ralph Rainger)
- Accusing Finger (Ralph Rainger)
- Alls Well (Leo Robin / Ralph Rainger)
- Along Came Youth (Ralph Rainger)
- American Tragedy (John Leipold / Ralph Rainger)
- Anitra's Dance (Ralph Rainger)
- Another Little Dream Won't Do (Leo Robin / Ralph Rainger)
- Arizona Raiders (Hugo Friedhofer / Ralph Rainger)
- Artists and Models (Ralph Rainger)
- Bad Men of Arizona (Hugo Friedhofer / Ralph Rainger)
- Beautiful Coney Island (Leo Robin / Ralph Rainger)
- Bedtime Story (Ralph Rainger)
- Big Broadcast (Ralph Rainger)
- Blonde Venus (Sam Coslow / Franke Harling / John Leipold / Ralph Rainger)
- Blossoms on Broadway (Leo Robin / Ralph Rainger)
- Blue Hawaii (Leo Robin / Ralph Rainger)
- Bluebirds in the Moonlight (Leo Robin / Ralph Rainger)
- Bolero (Ralph Rainger)
- Bomba (Leo Robin / Ralph Rainger)
- (The) Boswell Weeps (Leo Robin / Ralph Rainger)
- Brother Just Laugh It Off (E.Y. Harburg / Arthur Schwartz / Ralph Rainger)
- Bulldog Drummond's Revenge (Ralph Rainger)
- Bury Me Under the Willow (Leo Robin / Ralph Rainger)
- Cadet Girl (Ralph Rainger)
- Café Society (Ralph Rainger)
- Caught (Ralph Rainger)
- Central Two Two Oh Oh (Leo Robin / Ralph Rainger)
- Challenge of the Frontier (Ralph Rainger)
- City Streets (Ralph Rainger)
- College Holiday (Ralph Rainger)
- College Humor (Ralph Rainger)
- Come on Marines (Ralph Rainger)
- Coney Island (Leo Robin / Ralph Rainger))
- Conquering Horde (Ralph Rainger)
- (The) Constable (Leo Robin / Ralph Rainger)
- Crime Without Passion (Leo Robin / Ralph Rainger)
- Daughter of Shanghai (Ralph Rainger)
- Desert Storm (Ralph Rainger)
- Devil Is a Woman (Leo Robin / Ralph Rainger)
- Do I Love You (Leo Robin / Ralph Rainger)
- Do the Buckaroo (Leo Robin / Ralph Rainger)
- Don't Be a Cry Baby (Leo Robin / Ralph Rainger)
- Don't Tell a Secret (Leo Robin / Ralph Rainger)
- Doomed Caravan (Ralph Rainger)
- Double Trouble (Richard Whiting / Leo Robin / Ralph Rainger)
- Down Home (Leo Robin / Ralph Rainger)
- Dr. Jeckyll and Mr. Hide (Ralph Rainger)
- Dreams of All My Dreams (Sam Coslow / Ralph Rainger)
- Dreaming Out Loud (Leo Robin / Ralph Rainger)
- Drink It Down (Leo Robin / Ralph Rainger)
- Dude Ranch (Ralph Rainger)
- East End Chant (Ralph Rainger)
- Easy Living (Leo Robin / Ralph Rainger)
- Ebb Tide (Leo Robin / Ralph Rainger)
- F Man (Ralph Rainger)
- Faithfull (Leo Robin / Ralph Rainger)
- Faithful Forever (Leo Robin / Ralph Rainger)
- Farewell to Arms (Bernhard Kaun / Philippe Marquandt / Ralph Rainger)
- Finn and Hatte (Ralph Rainger)
- Footlight Serenade (Ralph Rainger)
- Forever (Leo Robin / Ralph Rainger)
- Fours Hours to Kill (Leo Robin / Ralph Rainger)
- From Hell to Heaven (George Marion / Ralph Rainger)
- (The) Frontiersman (Ralph Rainger)
- (The) Funny Old Hills (Leo Robin / Ralph Rainger)
- Get the Behind Me, Clayton (Ralph Rainger)
- Get Your Man (Leo Robin / Ralph Rainger)
- Give Me a Sailor (Leo Robin / Ralph Rainger)
- Give Me Liberty or Give Me Love (Leo Robin / Ralph Rainger)
- Glass Key (Ralph Rainger)
- Glory Day (Leo Robin / Ralph Rainger)
- Goin' to Town (Ralph Rainger)
- Good Dame (Ralph Rainger)
- Got a Gal in Californ-i-a (Leo Robin / Ralph Rainger)
- Got a Man on My Mind Worryin' (Howard Dietz / Ralph Rainger)
- Great McGinty (Ralph Rainger)
- Guilty as Hell (Ralph Rainger)
- Gunsmoke (Ralph Rainger)
- (A) Guy That Takes His Time (Ralph Rainger)
- Hail to Bolenciecwcz (Ralph Rainger)
- Hate to Talk About Myself (Richard Whiting / Leo Robin / Ralph Rainger)
- Havin' Myself a Time (Leo Robin / Ralph Rainger)
- He Met Her on the Prairie (Leo Robin / Ralph Rainger)
- Headin' into Kansas (Leo Robin / Ralph Rainger)
- Heigh Ho the Radio (Leo Robin / Ralph Rainger)
- Hell Town (Ralph Rainger)
- Hello, Ma! I Done It Again (Leo Robin / Ralph Rainger)
- Here Is My Heart (Leo Robin / Ralph Rainger)
- Here Lies Love (Leo Robin / Ralph Rainger)
- Here You Are (Leo Robin / Ralph Rainger)
- Here's Love in Your Eye (Leo Robin / Ralph Rainger)
- Hi Ya Love (Leo Robin / Ralph Rainger)
- Hidden Gold (Ralph Rainger)
- Hills of Old Wyoming (Leo Robin / Ralph Rainger)
- Hold Back the Dawn (Ralph Rainger)
- Hollywood Boulevard (Leo Robin / Ralph Rainger)
- Homemade Heaven (Leo Robin / Ralph Rainger)
- Hopalong Cassidy (Hugo Friedhofer / Ralph Rainger)
- Horse Feathers (Ralph Rainger)
- Hot Voodoo (Sam Coslow / Ralph Rainger)
- Hula Baloo (Leo Robin / Ralph Rainger)
- I Adore You (Leo Robin / Ralph Rainger)
- I Don't Want to Make History (I Just Want to Make Love) (Leo Robin / Ralph Rainger)
- I Fell Up to Heaven (Leo Robin / Ralph Rainger)
- I Have Eyes (Leo Robin / Ralph Rainger)
- I Hear a Dream (Leo Robin / Ralph Rainger)
- I Heard the Birdies Sing (Ralph Rainger)
- I Shoulda Stood in Bed (Leo Robin / Ralph Rainger)
- I Was Afraid of That (Leo Robin / Ralph Rainger))
- I Wished on the Moon (Dorothy Parker / Ralph Rainger)
- I'll Be Marching to a Love Song (Leo Robin / Ralph Rainger)
- I'll Take on Option on You (Leo Robin / Ralph Rainger)
- I'm a Black Sheep Who's Blue (Leo Robin / Ralph Rainger)
- I'm a Lover of Paree (Leo Robin / Ralph Rainger)
- I'm Afraid of You (Edward Eliscu / Arthur Schwartz / Ralph Rainger)
- I'm Alive and Kickin' (Leo Robin / Ralph Rainger)
- I'm in Love with a Tune (Ralph Rainger)
- I'm Making a Play for You (Leo Robin / Ralph Rainger)
- I'm Saving a Dime (Leo Robin / Ralph Rainger)
- I'm Still Crazy for You (Leo Robin / Ralph Rainger)
- I'm Yours for Tonight (Ralph Rainger)
- I've Gone Off the Deep End (Leo Robin / Ralph Rainger)
- I've Got You All to Myself (Leo Robin / Ralph Rainger)
- If I Should Lose You (Leo Robin / Ralph Rainger)
- In a Little Hula Heaven (Leo Robin / Ralph Rainger)
- In a One Room Flat (Leo Robin / Ralph Rainger)
- In the Park in Paree in the Spring (Leo Robin / Ralph Rainger)
- Injun Gal Heap Hep (Joseph Lilley / Leo Robin / Ralph Rainger)
- International House (Joseph Leipold / Ralph Rainger)
- Is That Good (Leo Robin / Ralph Rainger)
- Is This the Music of Love (Sam Coslow / Ralph Rainger)
- It Don't Make Sense (Leo Robin / Ralph Rainger)
- It Happened in Flatbush (Ralph Rainger)
- It Happened, It's Over (Leo Robin / Ralph Rainger)
- It Won't Be Fun But It's a Go (Leo Robin / Ralph Rainger)
- Its Oh, Its Ah (Leo Robin / Ralph Rainger)
- It's a Long Dark Night (Leo Robin / Ralph Rainger)
- James Stewart, A Wonderful Life (Leo Robin / Ralph Rainger)
- John Meade's Woman (Ralph Rainger)
- Joobalai (Leo Robin / Ralph Rainger)
- June in January (Leo Robin / Ralph Rainger)
- Jungle Love (Leo Robin / Ralph Rainger)
- Just Whistlin' (Leo Robin / Ralph Rainger)
- Kindergarten Conga Ring (Leo Robin / Ralph Rainger)
- King of Gamblers (Sam Coslow / Ralph Rainger)
- Kiss and Make Up (Ralph Rainger)
- Lady's Profession (Ralph Rainger)
- Lanis Song (Jimmy Lowell / Ralph Rainger)
- Laugh You Son a Gun (Leo Robin / Ralph Rainger)
- Laughin at the Weather Man (Leo Robin / Ralph Rainger)
- Law of the Pampas (Ralph Rainger)
- Law of Vengeance (John Leipold / Ralph Rainger)
- Lazy Melody (Ralph Rainger)
- Let's Make a Night of It (Leo Robin / Ralph Rainger)
- Little Kiss at Twilight (Leo Robin / Ralph Rainger)
- Little Miss Marker (Ralph Rainger)
- Little Rose of the Rancho (Leo Robin / Ralph Rainger)
- Living High (Leo Robin / Ralph Rainger)
- Lone Cowboy (Leo Robin / Ralph Rainger)
- Lonely Little Señorita (Karl Hajos / Leo Robin / Ralph Rainger)
- Long Ago and Far Away (Leo Robin / Ralph Rainger)
- Look What I've Got (Leo Robin / Ralph Rainger)
- Lost Canyon (John Leipold / Ralph Rainger)
- Love Divided by Two (Leo Robin / Ralph Rainger)
- Love in Bloom (Leo Robin / Ralph Rainger)
- Love on a Merry Go Round (Friedrich Hollaender / Ralph Rainger)
- Love with a Capital U (Leo Robin / Ralph Rainger)
- Loveliness and Love (Leo Robin / Ralph Rainger)
- Low Down Lullaby (Leo Robin / Ralph Rainger)
- Mad Doctor (Leo Robin / Ralph Rainger)
- Madame Butterfly (W. Franke Harling / Ralph Rainger)
- Magic of You (Ralph Rainger)
- Maiden by the Brook (Leo Robin / Ralph Rainger)
- Maile Dance (Ralph Rainger)
- Make Way for Tomorrow (Leo Robin / Ralph Rainger)
- Mama That Moon Is Here Again (Leo Robin / Ralph Rainger)
- Man at Large (Ralph Rainger)
- Man in the Trunk (Ralph Rainger)
- Maybe in a Dream (Ralph Rainger)
- Me and My Fella (Leo Robin / Ralph Rainger)
- Men of Clayton (Ralph Rainger)
- Men Without Names (Ralph Rainger)
- Miami (Leo Robin / Ralph Rainger)
- Midnight Club (Howard Jackson / Ralph Rainger)
- Milk Way (Ralph Rainger)
- Million Dollar Legs (Ralph Rainger)
- Millions in the Air (Ralph Rainger)
- (The) Mirror Song (Leo Robin / Ralph Rainger)
- Miss Brown to You (Richard Whiting / Leo Robin / Ralph Rainger)
- Miss Lulu from Louisville (Leo Robin / Ralph Rainger)
- Moanin' Low (Howard Dietz / Ralph Rainger)
- Momi Pele (Leo Robin / Ralph Rainger)
- Monkey Business (John Leipold / Ralph Rainger)
- Monsieur Baby (Leo Robin / Ralph Rainger)
- Moon Over Miami (Ralph Rainger)
- Mrs. Wiggs of the Cabbage Patch (John Leipold / Ralph Rainger)
- My Bluebirds Singing the Blues (Leo Robin / Ralph Rainger)
- Mystery Man (Hugo Friedhofer / Ralph Rainger)
- Nani Ona Pua (Jimmy Lowell / Ralph Rainger)
- Night After Night (Ralph Rainger)
- Night at Earl Carroll (Ralph Rainger)
- Night in Manhattan (Leo Robin / Ralph Rainger)
- Night Wind (Sam Coslow / Ralph Rainger)
- No One Man (Ralph Rainger)
- Of the Pity of It All (Leo Robin / Ralph Rainger)
- Okolehad (Don Harman / Leo Robin / Ralph Rainger)
- On the Gay White Way (Leo Robin / Ralph Rainger)
- Only Saps Work (Ralph Rainger)
- Out to Lunch (Alastair Boyd / Richard Jeffrey / Ralph Rainger / Leo Robin)
- Palm Springs (Leo Robin / Ralph Rainger)
- Pancho (Leo Robin / Ralph Rainger)
- Paris Honeymoon (Leo Robin / Ralph Rainger)
- Parson of Panamint (Sam Coslow / Ralph Rainger)
- Partners in Crime (Leo Robin / Ralph Rainger)
- Partners of the Plains (Ralph Rainger)
- Penny in My Pocket (Leo Robin / Ralph Rainger)
- Perfect Snob (Ralph Rainger)
- Pianogram (Ralph Rainger)
- Pick Up (Ralph Rainger)
- Please (Leo Robin / Ralph Rainger)
- Poppy (Ralph Rainger)
- Preview Murder Mystery (Ralph Rainger)
- Prison Farm (Leo Robin / Ralph Rainger)
- Raftero (Ralph Rainger)
- Rendezvous with a Dream (Leo Robin / Ralph Rainger)
- (A) Rhyme for Love (Leo Robin / Ralph Rainger)
- Rhythm of the Range (Leo Robin / Ralph Rainger)
- Rhythm of the Rhumba (Ralph Rainger)
- Rich Man's Folly (Ralph Rainger)
- Rise and Shine (Ralph Rainger)
- River of Destiny (Ralph Rainger)
- Romance in the Dark (Ned Washington / Leo Robin / Ralph Rainger)
- Rumba (Ralph Rainger)
- Rustlers Valley (Ralph Rainger)
- Scared Stiff (Ralph Rainger)
- Sea God (Garner Ribalto / Ralph Rainger)
- Second Vigilante and Chorus (Leo Robin / Ralph Rainger)
- Seems to Me (Howard Dietz / Ralph Rainger)
- Sesame Street (Leo Robin / Ralph Rainger)
- Seventy Thousand Witness (Ralph Rainger)
- Shanghai Express (Ralph Rainger)
- She Done Him Wrong (Ralph Rainger)
- She's a Good Neighbor (Leo Robin / Ralph Rainger)
- She's No Lady (Ralph Rainger)
- Silver on the Sage (Leo Robin / Ralph Rainger)
- Skylark (Leo Robin / Ralph Rainger)
- Sneak Snoop Snitch (Sydney Robin / Ralph Rainger)
- So What (Leo Robin / Ralph Rainger)
- Soliloquy (Leo Robin / Ralph Rainger)
- Solitary Seminole (Leo Robin / Ralph Rainger)
- Sombrero Dance (Leo Robin / Ralph Rainger)
- (A) Song Is Born (George Marion / Ralph Rainger)
- Souls at Sea (Leo Robin / Ralph Rainger)
- Stage Coach War (Ralph Rainger)
- Story Behind the Song (Ralph Rainger)
- Sunset Trail (Leo Robin / Ralph Rainger)
- Susie Sapple (Leo Robin / Ralph Rainger)
- Sweet Is the Word for You (Leo Robin / Ralph Rainger)
- Swing High, Swing Low (Ralph Rainger)
- Swing Tap (Leo Robin / Ralph Rainger)
- Take a Lesson from the Lark (Leo Robin / Ralph Rainger)
- Take It from There (Ralph Rainger)
- Take It or Leave It (Ralph Rainger)
- Talkin' Through My Heart (Leo Robin / Ralph Rainger)
- Te traigo flores (Maria Grever / Sam Coslow / Ralph Rainger)
- Tea Cup (Ralph Rainger)
- Texas Desperados (Ralph Rainger)
- Texas Trail (Ralph Rainger)
- Thank Heaven for You (Leo Robin / Ralph Rainger)
- Thanks for the Memory (Leo Robin / Ralph Rainger)
- Then It Isn't Love (Leo Robin / Ralph Rainger)
- There's Danger in a Dance (Leo Robin / Ralph Rainger)
- This Is the Night (Sam Coslow / Ralph Rainger)
- This Little Ripple Had Rhythm (Leo Robin / Ralph Rainger)
- This Night (Leo Robin / Ralph Rainger)
- Three Cheers for Love (Ralph Rainger)
- Thunder Over Paradise (Leo Robin / Ralph Rainger)
- Thunder Pass (Ralph Rainger)
- Tick Tack Toe (Ralph Rainger)
- Tillie and Gus (John Leipold / Ralph Rainger)
- Tin Pan Alley (Ralph Rainger)
- Tom Sawyer (John Leipold / Ralph Rainger)
- Tonight Is Ours (Ralph Reinger)
- Tonight We Love (Leo Robin / Ralph Rainger)
- Tonight We Ride (Leo Robin / Ralph Rainger)
- Torch Singer (Ralph Rainger)
- Touchdown (Ralph Rainger)
- Tra La La the Oom Pah Pah (Leo Robin / Ralph Rainger)
- Triple Trouble (Leo Robin / Ralph Rainger)
- Tropic Zone (Ralph Rainger)
- (The) Trouble with Women (Ralph Rainger)
- Trumpet Blows (Ralph Rainger)
- Uncle Sam Gets Around (Ralph Rainger)
- Usa and You (Leo Robin / Ralph Rainger)
- Valse Bleue (Alfred Margis / Ralph Rainger)
- Valse in A Minor Op. 34, N°. 2 (Ralph Rainger)
- Vigilante Song (Leo Robin / Ralph Rainger)
- Virtuous Sin (Max Terr / Sam Coslow / Ralph Rainger)
- Vote for Mister Rhythm (Al Siegel / Leo Robin / Ralph Rainger)
- Waikiki Wedding (Ralph Rainger)
- Walking the Beat (Ralph Rainger)
- Walking the Floor (Leo Robin / Ralph Rainger)
- Waltz Lives On (Leo Robin / Ralph Rainger)
- Way to Love (Ralph Rainger)
- We Go Fast (Ralph Rainger)
- We're All Together Now (Leo Robin / Ralph Rainger)
- West Point Window (Leo Robin / Ralph Rainger)
- Wharf Angel (Leo Robin / Ralph Rainger)
- What Goes on Here in My Heart (Leo Robin / Ralph Rainger)
- What Have You Got That Gets Me? (Leo Robin / Ralph Rainger)
- What Is Love (Victor Young / Leo Robin / Ralph Rainger)
- When a Woman Loves a Man (Billy Rose / Ralph Rainger)
- When the West Was Young (John Leipold / Ralph Rainger)
- Where Is My Heart (Leo Robin / Ralph Rainger)
- Where Is My Love (Leo Robin / Ralph Rainger)
- Whistling in the Light (Leo Robin / Ralph Rainger)
- Why Dream (Richard Whiting / Leo Robin / Ralph Rainger)
- Wind at My Window (Leo Robin / Ralph Rainger)
- (A) Wing and a Prayer (Ralph Rainger)
- Wintertime (Ralph Rainger)
- Wishful Thinking (Leo Robin / Ralph Rainger)
- With Every Breath I Take (Leo Robin / Ralph Rainger)
- Without Regret (Ralph Rainger)
- Wives Never Know (Leo Robin / Ralph Rainger)
- Work While You May (Leo Robin / Ralph Rainger)
- You Came to My Rescue (Leo Robin / Ralph Rainger)
- You Started Something (Leo Robin / Ralph Rainger)
- You Took the Words Right Our of My Heart (Leo Robin / Ralph Rainger)
- You're a Sweet Little Headache (Leo Robin / Ralph Rainger)
- You're Lovely, Madame (Leo Robin / Ralph Rainger)
- You're the Rainbow (Leo Robin / Ralph Rainger)
- Your Minstrel Man (Leo Robin / Ralph Rainger)
- Yours for the Asking (Ralph Rainger)[3]

## Filmografia parziale
- Tom Sawyer (1930)
- Peccato virtuoso (The Virtuous Sin) (1930)
- Orda conquistatrice (The Conquering Horde), regia di Edward Sloman (1931)
- Addio alle armi (A Farewell to Arms) (1932)
- Papà cerca moglie (A Bedtime Story) (1933)
- From Hell to Heaven (1933)
- Lady Lou (She Done Him Wrong) (1933)
- International House (1933)
- Capriccio spagnolo (The Devil Is a Woman) (1935)
- Il maggiordomo (Ruggles of Red Gap) (1935)
- Rhythm on the Range (1936)
- The Big Broadcast of 1938 (1938)
- Anime sul mare (Souls at Sea) (1938)
- The Texans (1938)
- I viaggi di Gulliver (Gulliver's Travels) (1939)
- Follie di New York (My Gal Sal) (1942)